# Moj mladšij brat
Moj mladšij brat (Мой младший брат) è un film del 1962 diretto da Aleksandr Grigor'evič Zarchi.